# Hermann Ruer
Hermann Ruer (* 19. Januar 1828 in Meschede; † 2. August 1890) war ein deutscher praktischer Arzt und praktizierte in Meschede, Ramsbeck und Münster.

## Leben und Wirken
Hermann Ruer stammte aus einer jüdischen Arzt-Familie. Der Vater David Ruer war praktischer Arzt in Meschede. Julius Wilhelm Ruer, der Bruder des Vaters, war Gründungsdirektor des Landeshospitals Marsberg, aus dem 1816 die Provinzial-Irrenanstalt Westfalen hervorging. Auch Hermann Ruer studierte Medizin und promovierte im Jahr 1851 an der Universität Berlin zum Dr. med. Anschließend, ab 1852, praktizierte er in Meschede und ab 1854 in Ramsbeck.
1854 wurde in Ramsbeck ein Krankenhaus erbaut. 5 Schwestern aus dem Orden der Barmherzigen Schwestern vom hl. Karl Borromäus übernahmen die Krankenpflege. Ruer übernahm als Knappschaftsarzt die Leitung dieses Krankenhauses. Bereits kurz nach Eröffnung war dieses Krankenhaus mit 70 bis 100 Patienten belegt. Die Leistungen der Ärzte wurden durch die Bergwerksleitung anerkannt: „… der beiden unermüdlichen Doktoren Ruer (jun.) und Voß, der erstere eine glänzende Befähigung in seinem Fache zeigend, und beide sich als gediegene Aerzte bewährend“.
1856, zum Ende des Bergbaubooms, wurde das Hospital wieder aufgelöst. Die Schwestern zogen zurück in ihr Mutterhaus in Nancy beziehungsweise Trier, das Inventar und Mobiliar wurde verkauft. Das Gebäude selbst wurde für Wohnzwecke weiter genutzt. Ruer praktizierte weiter in Ramsbeck. Das Schicksal seiner Familie, vier Kinder starben an heute heilbaren Kinderkrankheiten, berührte Patienten und Freunde.
Nach 1871 verzog die Familie Ruer nach Münster.

## Familie
Am 14. Februar 1861 heiratete er Bertha Aronstein, * 1835 in Telgte. Aus der Ehe gingen folgende Kinder hervor:
1. Hermann Ruer, * 7. April 1864 in Ramsbeck, † 16. März 1866 in Ramsbeck
2. Rudolf Ruer, * 30. September 1865 in Ramsbeck, † 1. August 1938 in Aachen
3. Franciska Ruer, * 6. Januar 1867 in Ramsbeck, † 6. Juni 1867 in Ramsbeck
4. Julius Ruer, * 17. Februar 1868 in Ramsbeck, † 14. Februar 1871 in Ramsbeck
5. Frederike Ruer, * 19. Januar 1870 in Münster, † 23. Februar 1871 in Ramsbeck
6. Frieda Ruer, * 6. August 1871 in Münster
7. Otto Ruer, * 5. Januar 1879 in Münster, † 29. Juli 1933 in Berlin

## Werke
- De ancyloribus: dissertatio inauguralis mecica, (Dissertation), Berlin 1851[8]